# 西遊記ワールド
『西遊記ワールド』（さいゆうきワールド）は、1988年11月11日にジャレコより発売されたファミリーコンピュータ用アクションRPG。続編の『西遊記ワールドII 天上界の魔神』についても、取り上げる。

## 概要
さらわれた三蔵法師を救うため、孫悟空が牛魔王に戦いを挑むアクションRPG。本作はウエストンが開発し、セガが稼働したアーケードゲーム『ワンダーボーイ モンスターランド』（1987年）をファミコンに移植する際に、キャラクターを『西遊記』に登場するキャラクターに置き換えたものである。なお、タイトル画面にNMKのロゴがあり、また型式も「NMK-KW」だが、当時のスタッフはTwitterアカウントにてNMKは開発には関わっていないとしている。
2024年12月19日には、シティコネクションがジャレコのファミリーコンピュータ用ソフトを復刻するシリーズ「ジャレコレ」の一種としてNintendo Switch版が発売された。

## システム
基本システムは『ワンダーボーイ モンスターランド』(以下、「原作」と表記)と同じである。
相違点として、悟空が服を着てスタートし、武器や盾を手に入れることで装備グラフィックが変更される。また、制限時間は表示されていないが時間経過によるダメージは存在し、ライフゲージが0になるとゲームオーバーとなる。
隠しイベント専用キャラクターとして猪八戒と沙悟浄が登場する。

## 装備とアイテム
本作の装備及びアイテムを記述する。
剣
主要武器。短剣を除き特定のボスが落とす。
- 短剣(たんけん) - 初期装備。ラウンド1の最初の建物に入るとお釈迦様から貰う事ができる。原作の「グラディウス」に相当。
- 斬鉄剣(ざんてつけん) - ラウンド2、熊山君が落とす。原作の「ブロードソード」に相当。
- 斬妖剣(ざんようけん) - ラウンド5、特処士が落とす。原作の「グレートソード」に相当。
- 七星剣(しちせいけん) - ラウンド7、狐阿七大王が落とす。原作の「エクスカリバー」に相当。
- 如意棒(にょいぼう) - ラウンド8、鎮元大仙が落とす。原作の「伝説の剣」に相当。

靴
移動スピード、ジャンプ力が上がる。店で購入可能。
- わらじ - 50元。原作の「ぬののブーツ」に相当。
- 草履(ぞうり) - 80元。原作の「皮のブーツ」に相当。
- 無憂履(むゆうり) - 180元。原作の「セラミックブーツ」に相当。
- 歩雲履(ほうんり) - 380元。原作の「伝説のブーツ」に相当。

楯
正面からの飛び道具を防ぐ。店で購入可能。
- かわの楯(かわのたて) - 40元。原作の「ライトシールド」に相当。
- 銅の楯(どうのたて) - 120元。原作の「ナイトシールド」に相当。
- 鋼鉄の楯(はがねのたて) - 250元。原作の「ハードシールド」に相当。
- 黄金の楯(おうごんのたて) - 350元。原作の「伝説の盾」に相当。

鎧
敵からのダメージを軽減する。店で購入可能。
- かわの鎧(かわのよろい) - 60元。原作の「ライトアーマー」に相当。
- 銅の鎧(どうのよろい) - 150元。原作の「ナイトアーマー」に相当。
- 鉄の鎧(てつのよろい) - 100元。原作の「ヘビーアーマー」に相当。
- 鋼鉄の鎧(はがねのよろい) - 360元。原作の「ハードアーマー」に相当。
- 黄金の鎧(おうごんのよろい) - 540元。原作の「伝説の鎧」に相当。

マジックアイテム
十字キー下で使用。店で購入できるほか、敵が落とす事もある。
- 龍の玉(りゅうのたま) - 10元。地面を転がる玉で敵を攻撃。原作の「爆弾」に相当。
- 炎の石(ほのおのいし) - 20元。火の玉が敵に向かって一直線に飛んでいく。原作の「ファイア」に相当。ゲーム中では「ほのうのいし」と誤記されている。
- 風神のうちわ(ふうじんのうちわ) - 30元。地面を這うように進む竜巻で攻撃。上手く使えば複数回ヒットする。原作の「竜巻」に相当。
- 雷神の太鼓(らいじんのたいこ) - 50元。稲妻で画面中の敵全てにダメージ。原作の「サンダー」に相当。

パワーアップアイテム
敵が落とすほか、羽織以外は店で購入できる場合がある。
- 羽織(はおり) - 一定時間、無敵となる。原作の「不思議なマント」に相当。
- 冠(かんむり) - 敵のダメージを半減する。何回か攻撃を受けると無くなる。原作の「ヘルメット」に相当。
- 天狗の下駄(てんぐのげた) - ジャンプしてAボタンを押しっぱなしにするとゆっくり下降できる。何回かジャンプすると無くなる。原作の「ウイングブーツ」に相当。
- こて - 攻撃力が2倍になる。何回か攻撃を当てると無くなる。原作の「ガントレット」に相当。
- 金丹(きんたん) - ライフが尽きると自動的に使用され、ハート5個分を回復。ゲーム開始時にお釈迦様から短剣と共に貰える。購入できたり敵が落とす事もあるが、2個以上持てない。原作の「復活の薬」に相当。

ポイントアイテム
スコアが入るアイテム。敵が落とす。
- つぼ - 500点。
- くびかざり - 1,000点。
- かがみ - 2,000点。
- まがたま - 3,000点。
- かんざし - 5,000点。
- くし - 10,000点。

その他アイテム
- ハート - ライフをハート1個分回復させる。
- ビッグハート - ライフを全回復させる。
- とけい - 時間経過によるダメージを延長する。
- 手紙(てがみ) - ラウンド2で老人から猪八戒へと渡すよう託される。
- 笛(ふえ) - ラウンド4で手紙と引き換えに猪八戒から貰える。ラウンド7の龍の塔に入るのに必要。
- 経典(きょうてん) - ラウンド7で龍の塔にいる沙悟浄からお釈迦様へと渡すよう託される。
- 紋章(もんしょう) - ラウンド10で経典と引き換えにお釈迦様から貰える。
- 水晶玉(すいしょうだま) - ラウンド10終盤で紋章と引き換えに老人から貰える。牛魔王を弱体化させる。

## ボスキャラクター
本作のボスキャラクターを記述する。※印付のボスは倒さなくても先に進める。
- ラウンド1「寅将軍」(とらしょうぐん)
- ラウンド2「熊山君」(ゆうざんくん)※
- ラウンド2「特処士」(とくしょし)
- ラウンド3「赤袍郎」(せきほうろう)
- ラウンド4「混世魔王」(こんせいまおう)[注 1]
- ラウンド5「特処士」(とくしょし)※
- ラウンド5「大こうもり」(おおこうもり)×4
- ラウンド6「羅刹女」(らせつじょ)
- ラウンド7「狐阿七大王」(こあしちだいおう)※
- ラウンド7「青袍郎」(せいほうろう)
- ラウンド8「鎮元大仙」(ちんげんだいせん)※
- ラウンド8「銀角大王」(ぎんかくだいおう)
- ラウンド9「金角大王」(きんかくだいおう)
- ラウンド10「黄袍郎」(おうほうろう)
- ラウンド11「牛魔王」(ぎゅうまおう)

## 移植版
| タイトル                                 | 発売日         | 対応機種        | 開発元             | 発売元             | メディア     |
| ---------------------------------------- | -------------- | --------------- | ------------------ | ------------------ | ------------ |
| ジャレコレ ファミコン編： 西遊記ワールド | 2024年12月19日 | Nintendo Switch | シティコネクション | シティコネクション | ダウンロード |

Nintendo Switch版
「ジャレコレ ファミコン編」シリーズの1作品として配信。「ジャレコレ」共通の機能のほか、本作独自の機能として、「いのちタイマー」(体力が減るまでの残り時間を可視化)、ワールド情報、わらしべアイテム、所持金をゲーム内UIに表示させる、武具ステータス(持っている武具の名前や強さを表示)、パワーアップアイテムの残りの使用回数や残り時間、マジックアイテムのストック数と順番、いのちエクステンド(現在スコアと次にハートが増えるスコアを表示)をゲーム外UIに表示させる、ボス撃破後に弟子から聞ける情報を閲覧する「弟子のお告げ」、ボスの名前や体力を表示させる「ボス情報」、お店で得たヒントをメニューから閲覧できる「お守り・お札ヒント」といった機能を搭載している。

## 評価
ゲーム誌『ファミコン通信』の「クロスレビュー」では合計25点（満40点）、『ファミリーコンピュータMagazine』の読者投票による「ゲーム通信簿」での評価は以下の通り19.23点（満30点）となっている。
| 項目 | キャラクタ | 音楽 | 操作性 | 熱中度 | お買得度 | オリジナリティ | 総合  |
| 得点 | 3.49       | 3.20 | 3.26   | 3.28   | 3.11     | 2.89           | 19.23 |

## 西遊記ワールドII 天上界の魔神
1990年12月7日にジャレコからファミリーコンピュータ用に発売された、『西遊記ワールド』の続編である横スクロールアクションゲーム。こちらは第一作の原作である『モンスターワールド』とは関係のない別系統のオリジナルゲームとなっている。今作では三蔵も出てこず、孫悟空1人で戦う。
前作から56年後を舞台にしており、冒頭のオープニングステージをクリアし、それから自由選択の6ステージに挑み、6つ全ステージをクリアすると最終ステージが現れるというステージ構成となっている。それぞれのステージの最後にボスがいて、倒すと悟空に「法力」という様々な特殊能力が身についていく。それを駆使し、最終ステージにいるボスを倒す。
十字キーで悟空を動かし、Bボタンで如意棒や法力による攻撃を行い、Aボタンでジャンプする。法力には特に使用制限といったものはない。ジャンプ中に十字キーの上ボタンを押すと上突きとなり、同じくジャンプ中に十字キーの下ボタンを押すと下突きを繰り出す。攻撃などをせずそのままの状態でいると悟空は防御態勢を取り、如意棒で敵の弾などをはじく事ができる。また、十字キーの上ボタンのみを押すと、頭上に対する防御を行う。スタートボタンで法力の選択を行い、決められた順番に順々と法力が切り替わる。なお、この時サブ画面などに移行する事はない。
敵を倒すとアイテムを落とす事があり、また特定の場所でジャンプなどをする事で金丹などの隠しアイテムが出現する事もある。その他、アイテムのひょうたんを集めライフの最大値を上げるという成長要素もある。
前作と同様、残機なしのライフ制で、敵の攻撃を受けるなどしてライフが無くなるとゲームオーバーとなる。
海外では悟空をネイティブ・アメリカン風のキャラクターに差し替え、『Whomp 'Em』のタイトルで発売されている。

### 法力
本作に登場する法力を記述する。
火炎刀(かえんとう)
炎の州のボスを倒すと入手。如意棒の先から炎を噴出する。敵に大きなダメージを与え、また氷のブロックなどを溶かして壊す事ができる。
筋斗雲(きんとうん)
冥の州のボスを倒すと入手。如意棒の先から雲が出て、それに乗る事ができる。自由に空中を移動する事ができるが、一定時間が過ぎると消滅してしまう。
旋壊風(せんかいふう)
木の州のボスを倒すと入手。如意棒の先端が回転する。特定の敵に大きなダメージを与えたり、岩石を砕いたり、また特定の壁を壊す事ができる。
束体糸(そくたいし)
腐の州のボスを倒すと入手。如意棒の先から糸が噴き出す。敵を糸で捕える事ができ、捕えた敵を弾として別の敵に飛ばす事ができる。
氷雪粉(ひょうせつふん)
水の州のボスを倒すと入手。如意棒の先から氷のスプレーを噴出する。敵を凍らせる事ができ、凍った敵は触れてもダメージは受けず、足場代わりに上に乗る事もできる。一定時間経つと敵は復活する。
分身棒(ぶんしんぼう)
金の州のボスを倒すと入手。弾として棒を飛ばす事ができ、また壁に棒を刺せば足場としてその上に乗る事ができる。
龍頭斬(りゅうとうざん)
6つ全ての州をクリアすると入手。威力の高い強力な弾を発射する。使用するとライフを消耗する。

### アイテム
本作に登場するアイテムを記述する。
- スモールハート - ライフを3ポイント(ハート1個分)回復させる。
- ビッグハート - ライフを全回復させる。
- ひょうたん - 一定数集めると悟空のライフの上限が上がる。あといくつ取れば上がるかはセレクトボタンでポーズをかける事が確認可能。最大36ポイント(ハート12個分)まで上がり、またライフが最大まで上がった後に取ると、スモールハートと同じくライフを3ポイント回復させる。
- こて - 一時的に攻撃力が2倍になる。何回か敵に攻撃を当てると失われる。
- 冠(かんむり) - 一時的に防御力が2倍になる。何回か敵から攻撃を受けると失われる。
- 羽織(はおり) - 一定時間、無敵になる。
- 金丹(きんたん) - ライフが尽きると自動的に使用され、18ポイント(ハート6個分)を回復。3つまで持つことができる。なお、一部のボス敵はこちらの金丹を奪い、自身に使用してくる事がある。
- 金箝種(きんこしゅ) - 如意棒のリーチが2倍になる。ただしステージクリアすると棒の長さは元に戻る。特定の雑魚敵が落とす。

### ストーリー
欲界の最高神、魔羅(マーラ)によって宇宙の均衡を保つ七つの天珠が盗まれた。三蔵より天界の危機を知らされた悟空は、如意棒を手に、生まれ故郷の花果山を旅立つ。天珠は6つの州にわたって隠され、それぞれの魔神を倒し6つの天珠を手に入れた時、7番目の新たな法力がやどり魔羅を倒す力となるという。かくして悟空の冒険は始まった。

### ステージ構成
本作のステージを記述する。地上界6つの州は好きな順番でプレイできる。
花果山(かかざん)
オープニングステージ。ボスはおらず、ステージの最後までたどり着くとクリアとなる。
木の州(もくのしゅう)
青々と生い茂る木々の中を進む森林のステージ。途中の竹林や巨木の空洞内には、尖った竹が落ちてくる罠がある。
ボス:葉葉鬼(ようようき)
炎の州(えんのしゅう)
炎と溶岩に覆われた火山地帯のステージ。火山岩が降ってくる箇所がある。
ボス:煙羅炎羅(えんらえんら)
冥の州(めいのしゅう)
不気味な霧が立ちこめる、この世ならざる場所を舞台としたおどろおどろしいステージ。下方向に垂直に降りていく場面が多い。
ボス:牛魔魂(ぎゅうまこん)
金の州(きんのしゅう)
動くリフトや、触れると爆発する地雷などトラップが大量に配置された建造物の中を進むステージ。
ボス:魏岩斗(ぎがんと)
水の州(すいのしゅう)
水と氷のステージ。水中では悟空の動きが鈍り、長い間潜り続けているとライフが減っていく。
ボス:邪婆大王(じゃばだいおう)
腐の州(ふのしゅう)
胞子や菌糸に浸食され腐敗が進む、暗い森の中を進むステージ。巨大な葉っぱに乗っての大ジャンプを駆使して毒沼を渡り歩く場面や、綿毛のような足場が存在する。
ボス:婆具魔(ばぐうま)
天上界(てんじょうかい)
地上界6つの州をクリアした後に進む最終ステージ。道中では今まで倒した6体の魔神を小型化したような雑魚敵が登場する。ひびが入った柱や無重力地帯など、突破にはこれまでに手に入れた法力を使いこなす必要がある。
ボス:魔羅(マーラ)

### 移植版
| タイトル                                                                | 発売日       | 対応機種        | 開発元             | 発売元             | メディア     | 備考                             |
| ----------------------------------------------------------------------- | ------------ | --------------- | ------------------ | ------------------ | ------------ | -------------------------------- |
| ジャレコレ ファミコン編： 西遊記ワールドII - 天上界の魔神 - ＆ WHOMP'EM | 2025年8月7日 | Nintendo Switch | シティコネクション | シティコネクション | ダウンロード | 日本版、海外版『WHOMP'EM』を収録 |

Nintendo Switch版
「ジャレコレ ファミコン編」シリーズの1作品として配信。日本国内版のほか、海外版『WHOMP'EM』も収録してある。「ジャレコレ」共通の機能のほか、本作独自の機能として、入手した法力の効果を画面外UIに表示させる「如意棒＆法力情報」、原作ではセレクトボタンを押す事で表示されたひょうたんの獲得状況を常に画面に表示させる「ひょうたんあと何コ」、隠しアイテムが近くにあると画面に表示された悟空の顔アイコンが変化する「わくわくフェイス」といった機能を搭載している。

### スタッフ
- プログラマー:HINJACDER!、NOA.SHIMURA、PILDER OJOU、PRINCE・K
- デザイナー:JIROCHO・NOBU、NOWHERE MAN、SABOTEN・A、TIGER・JET・H
- サウンド:ADIOS AMIGO(多和田吏)
- バグチェイサー:COLUS・MIZUTANI
- ディレクター:MAGICAL KURA・1
- スペシャルサンクス:JALECO ALL STAFFS

### 評価
ゲーム誌『ファミコン通信』の「クロスレビュー」では合計23点（満40点）となっている。